# Zdeněk Jirásek
Zdeněk Jirásek (* 27. září 1957 Trutnov) je český historik a politik. Odborně se zabývá nejnovějšími českými politickými a hospodářskými dějinami, česko-polskými vztahy a dějinami Slezska. Od listopadu 2010 do listopadu 2014 byl primátorem Opavy.

## Život
Po absolvování gymnázia v Trutnově (1973–1977) vystudoval v letech 1977–1981 filozofickou fakultu Univerzity Palackého v Olomouci, kterou zakončil získáním titulu PhDr. V roce 1986 obhájil kandidaturu a získal titul CSc. V roce 1995 byl jmenován docentem a v roce 1999 profesorem. Působil ve funkcích proděkana (1994–1997) a děkana (1997–2001) Filozoficko-přírodovědecké fakulty Slezské univerzity v Opavě. V roce 2001 byl zvolen rektorem tamtéž a v této funkci působil až do roku 2007. Od roku 2007 do 2011 byl opět děkanem FPF SU v Opavě.
Byl členem ČSSD, za kterou v roce 2006 neúspěšně kandidoval do senátu v obvodu č. 68. V krajských volbách Moravskoslezského kraje v roce 2008 byl zvolen zastupitelem a od roku 2008 do roku 2012 byl radním krajského zastupitelstva. V komunálních volbách z října 2010 vedl kandidátku ČSSD v Opavě a byl zvolen do zastupitelstva města. Dne 23. listopadu 2010 byl zvolen opavským primátorem.
Na začátku března 2014 se rozhodl ukončit své členství v ČSSD, protože se dle svých slov neztotožňuje s metodami a životním stylem mladých opavských sociálních demokratů. V komunálních volbách v roce 2014 pak již nekandidoval a skončil tak jako zastupitel i primátor města. V říjnu téhož roku kandidoval na post rektora Slezské univerzity. Jako protikandidát se mu postavil Daniel Stavárek. V tříkolové volbě však ani jeden z nich nezískal potřebnou nadpoloviční většinu hlasů a do nově vypsaných voleb v listopadu 2014 se již nepřihlásili.
V komunálních volbách v roce 2022 kandidoval jako nestraník za ČSSD do zastupitelstva města Opavy, ale nebyl zvolen.

## Ocenění
- 1987 Ocenění Českého literárního fondu pro mladé vědecké pracovníky
- 1996 Pamětní medaile České národní banky
- 1996 Złoty Odznak Honorowy Instytutu Śląskiego Opole (Polsko)
- 1998 Pamětní list Slezského ústavu Slezského muzea Opava
- 2000 Pamětní medaile Polskiego Towarzystwa Turystyczno-Krajoznawczego (Polsko)
- 2001 Pamětní medaile Univerzity Debrecen (Maďarsko)
- 2001 Pamětní medaile Slezské univerzity v Opavě
- 2001 Pamětní plaketa Vojenské akademie v Brně
- 2002 Pamětní medaile Policejní akademie České republiky
- 2003 Pamětní medaile Českého rozhlasu
- 2004 Pamětní plaketa Çanakkale Onsekiz Mart University (Turecko)
- 2004 Pamětní plaketa Parrocchia di Manziana (Itálie)
- 2005 Złoty Odznak Za zasługi dla Uniwersytetu Śląskiego Katovice (Polsko)
- 2006 Stříbrná medaile Jana Masaryka Ministerstva zahraničních věcí České republiky
- 2006 Pamětní medaile „Za služby míru“
- 2007 Pamětní medaile III. stupně „Československé obce legionářské“
- 2007 Zlatá medaile SU
- 2007 Odznak Za zasługi dla Związku kombatantów rzeczypospolitej polskiej i byłych więźniów politycznych
- 2007 Cena statutárního města Opavy
- 2007 Pamětní medaile Slezské univerzity Opavy

## Publikace
- Vývoj textilního průmyslu v severovýchodních Čechách v letech 1945–1960. Ústí nad Orlicí : Výzkum. ústav bavlnářský, 1988. 213 s.
- Velká peněžní loupež v Československu 1953 aneb 50 : 1. Praha : Svítání, 1992. 164 s. ISBN 80-900238-9-4. (spoluautor Jaroslav Šůla)
- Exilová politika v letech 1948–1956 : počátky politické organizovanosti a činnosti poúnorové emigrace a vznik Rady svobodného Československa. Olomouc : Centrum pro československá exilová studia ; Moneta-FM, 1996. 112 s. ISBN 80-900965-3-0. (spoluautor Miloš Trapl)
- Sovětští poradci a ekonomický vývoj v ostravsko-karvinském revíru. Opava : Open Education & Sciences ; Slezský ústav Slezského zemského muzea v Opavě, 1996. 119 s. ISBN 80-901974-2-6. (spoluautor Dušan Janák)
- Čítanka k obecným a českým dějinám 20. století. Opava : Slezská univerzita, 1997. 272 s. ISBN 80-85879-88-3. (spoluautor Milada Písková)
- Slavkov : z historie obce 1224–1999. Slavkov ; Opava : Obecní úřad Slavkov ; Slezská univerzita, Filozoficko-přírodovědecká fakulta, 1999. 61 s. ISBN 80-7248-038-3.
- Polska i Czechosłowacja w dobie stalinizmu (1948–1956) : studium porównawcze. Warszawa : Instytut Studiów Politycznych Polskiej Akademii Nauk, 2005. 414 s. ISBN 83-88490-68-0. (spoluautor Andrzej Małkiewicz, polsky)
- Rozpačité spojenectví : československo-polské vztahy v letech 1945–1949. Praha : Aleš Skřivan ml., 2008. 399 s. ISBN 978-80-86493-23-7. (spoluautor Jiří Friedl)
- Kravaře v letech 1945 až 2008. Kravaře : Město Kravaře, 2009. 346 s. ISBN 978-80-86714-08-0. (spoluautor Aleš Binar)